# Lionello Levi Sandri
Lionello Levi Sandri (Milà, Regne d'Itàlia, 5 d'octubre de 1910 - Roma, 1991) fou un polític italià que va esdevenir Vicepresident de la Comissió Europea entre els anys 1967 i 1970.
Va néixer el 1910 a la ciutat de Milà. Després de finalitzar els seus estudis va esdevenir l'any 1932 funcionari públic de l'administració italiana, esdevenint l'any 1940 professor de dret industrial a la Universitat de Roma La Sapienza.
Després de participar en la campanya italiana al nord d'Àfrica durant la Segona Guerra Mundial, amb l'armistici del 8 de setembre de 1943 va esdevenir membre de la resistència italiana contra Benito Mussolini sent el líder de la secció "Fiamme Verdi" a Brèscia.
En acabar la guerra s'afilià al Partit Socialista Italià (PSI) i fou membre del consell municipal de la ciutat de Brèscia. A partir de 1948 formà part del Consell Executiu del PSI Regional i posteriorment va esdevenir membre del gabinet del Ministre de Treball.
Convençut europeista, advocà per la creació del Partit Socialista Europeu (PSE), i fou nomenat el febrer de 1961 membre de la Comissió Hallstein I responsable d'Assumptes Socials en substitució de Giuseppe Petrilli. Membre així mateix de la Comissió Hallstein II amb la mateixa cartera, el 30 de juliol de 1964 en fou nomenat Comissió. En la formació l'any 1967 de la Comissió Rey fou ratificat com a Vicepresident i responsable dels Assumptes Socials, rebent així mateix les carteres de Personal i Assumptes Administratius.